# Gynacantha nausicaa
Gynacantha nausicaa är en trollsländeart som beskrevs av Friedrich Ris 1915. Gynacantha nausicaa ingår i släktet Gynacantha och familjen mosaiktrollsländor. IUCN kategoriserar arten globalt som livskraftig. Inga underarter finns listade i Catalogue of Life.